# Ånøya
Ånøya ist ein See in den norwegischen Kommunen Melhus und Skaun in der Provinz Trøndelag. Mit einer Fläche von 10,57 km² ist der etwa 7 km lange und an der breitesten Stelle über 2 km breite Ånøya das größte Gewässer eines Gebietes mit zahlreichen Seen (u. a. Gaustadvatnet, Grøtvatnet, Benna, Skjeggstadvatnet und Malmsjøen) westlich des Flusses Gaula und südlich des Trondheimfjords. Der Ånøya ist der größte und tiefstgelegene dieser Seen. 
Im See befindet sich neben einigen kleinen Inseln die Insel Myraholmen.